# Кештасф
Кештасф (азерб. Keştasf) — историческая область, существовавшие в XIV—XVIII вв. Было расположено вдоль реки Акера, на юго-восточном участке современной границы Армении и Азербайджана (примерно соответствует Лачинскому району Азербайджанской Республики.

## Происхождение названия
Первая часть в его имени — "кешт" (с персидского "место гуляния скота"). А «асф» переводится с древнеперсидского как «лошадь».

## География
Соседние области — на западе — Чулундурское, на севере — Капанское, на севере-востоке —Кештекское, на востоке Хачинское, на юге Баргушадский.
Рельеф Кештасфской области представлен горными хребтами, тянущимися в разных направлениях. Это рельефное разнообразие придает местности резко пересеченный характер, благодаря чему он делится на несколько определенных районов. Один из районов расположен в верхней долине реки Хакяри. Другой район охватывает верхнюю долину реки Базарчая / Воротана. И, наконец, последний район находится между Баргюшадским хребтом и рекой Араксом.
Он расположен в восточной части территории древней области Сюник, в состав которой входил на протяжении периода вплоть до распада этой области.

## История
Кештасф (вариант — Гуштасф) — территория Карабаха. 
После распада единой Монгольской империи Кештасф оказался в составе государства Хулагуидов с центром в Тебризе.
В XIV в. кыпчаки основательно закрепляются на территории Кештасфа. Владетелями в эпоху средневековья являлись эмиры Кушчи.
Один из кипчакских этнонимов, оставившим массу названий в Азербайджане, является ангуджа (варианты: -онджа, -анжа, -инча, -инджи) — в различных фонетических вариантах. В Кештасфе в варианте Ангучаг. Абу Бакр ал-Кутби ал-Ахари пишет: "18 января 1284 году Конгкуртай вступил в союз с некоторыми из эмиров и хотел захватить власть. Ахмад узнал об этом и послал Алинака, тот схватил его, доставил в Арран, где в Карабаге он был казнен вместе с Кучук Анкучи и Шади Ахтаджи". 
Топонимы Кушчу, восходящие к этнониму кушчу (среди казахов — кушей, башкир — кушчи и кошсы, туркмен — кутчи, караногайцев — кушей, киргизов — кушчу, и т. д.), распространены на Северном Кавказе, в Средней Азии, в Иране и Турции. По А. Гусейнзаде кушчу переселились в Азербайджан в составе кипчаков с Северного Кавказа в связи с походами монголов. Абу Бакр ал-Кутби ал-Ахари пишет:"Султан провел ту зиму в Табризе. Сына эмира Чобана, Сургана с [его] матерью Сати-бек, которая была [ему] сестрой, султан послал в Карабаг. В 733 году (22.IX.1332-11.IX.1333 гг.) падишах отправился в Багдад и передал Карабаг Мухаммад-беку Кушчи, сыну Байтмыша Кушчи..
В XVI—XVIII вв. Кештасф входит в состав Карабахское беглербегство в качестве нахийе (магал). 
В 1588 году во время Сефевидо-османских войн Карабахское беглербегство перешло под контроль Османской империи.
В период оккупации Армении и Аррана в результате войны 1578-1590 гг. османы внесли значительные административно-территориальные изменения в состав областей и провинций. Скорее, Урут представлял собой вакуфный мюльк (монастырское поместье) Татевского монастыря. Из Сисянского магала была выделена небольшая Базарчайская нахия. Остальные владения на левобережье Аракса – Капанат и магал Зангезур, вместе с чухурсаадскими провинциями Баязид и Алашкерт были выделены в отдельную Баязидскую ливу. В Карабахском эялете находились магалы Кештасф и Хакяри.
В 1593 году в Кештасфе были селения:
- Балдады
- Мазраи-Мири
- Гаджилар
- Горчу
- Узун Гаджи
- Махав
- Джейк
- Невшахри
- Ширенохур
- Огузаберд
- Имирли
- Енгидже
- Хортагирд
- Чапни
- Пул/Корпукенди
- Калиберд
- Даратум
- Шабеки
- Беридлу
- Шейхабад
- Обадаш
- Бабалу
- Кохнак
- Ангучак
- Агджакышлак
- Хатак
- Асадкенди
- Панджлар
- Салур Андазор
- Шейх Иззаддин
- Мазраи-Агабад Парга
- Амиркышлак
- Карахан
- Сафиян
- Кушчу
- Алпатай
- Касос/Катос
- Дендивай
- Аллахверанлу
- Бейобасы
- Ачкыз
- Беяхан[4][неавторитетный источник]

Шах Аббас (1587—1629 годы правления) неоднократно предпринимал попытки вернуть Кештасфа. В 1606 году, после того как Шах Аббас взял Гянджу, и вернул эту область.
До нас дошел ферман (указ) шаха Аббаса I. Ферман шаха Аббаса I, изданный в месяце зу-л-ка'да 1029 г. х. (1620 г. н. э., сентября 28-октября 27) указывает на случай, когда тяжба сельской общины (джама'а) с владельцем мулька (малик) была решена в пользу последнего. Мы позволяем себе привести здесь этот ферман в большей своей части.
«Так как было доложено, что установленные части угодий (амляк), расположенных в Гуштасфе и
Кабане, из зависимых местностей Азербайджана, есть законная доля мулька Кенкана, и он владеет ими, как малик, а известная община (или «сборище». – И. П.) из людей тамошних без законной причины противится его владению и причиняет его обстоятельствам незаконные стеснения, определено:
пусть, указанная община наперекор благородному шари'ату не противится владению
(тасарруф) вышеупомянутого в указанных Частях, кои на правах собственности (мулькийет) и по
справедливости пребывают в его владении... А если бы они знали за собой законные речи (т. е. доводы в свою пользу. – И. П. ) пусть представят их шейх-ал-исламу и казию карабагскому. Обязанность правителя тамошнего - оказать законную помощь».
Из фермана шаха Аббаса II, изданного в месяце зу-л-ка'да 1056 г. х. (9 декабря 1646 г.-7 января 1647 г. н. э.), видно, что сумма в 64 тумана и 5.000 динаров из налоговых
поступлений с махала Гуштасфи (Кештасф) в Азербайджане была определена в тиул некоему Аббас-кули-султану.
А «первоначальное приращение» (асл-и тафавут, т. е. сумма прироста поступлений, образовавшаяся
благодаря повышениям налогов, повышениям неоднократным, как показывает выражение «асль» -
основа, корень) с джизьи (подать с иноверцев), в сумме 7 туманов 2.500 динаров, с того же махала, было определено в тиул «высокосановитому беглербегу карабагскому».
Для более четкого представления о характере продажи приведем основную часть одной купчей грамоты, относящейся к району Кштаг (книжная форма Гуштасф) на р. Акере, на нынешней границе Азербайджанской и Армянской ССР. Купчая помечена месяцем зу-л-ка'да 1115 г. х. (1704 г. н. э., марта 7-апреля 5).
«А затем Газанфар, Мухаммед-Яр и Али-хан, сыновья Али-хана Гуштасфлу, и Вели, Хазран-
кули, сыновья Мирзы и именуемой Гюль-ага, дочери Али-Яра, сына упомянутого Али-хана, продали
законной продажей, каждый из своей установленной и отделенной доли, состоящий из двух с половиной дангов мульк, из всех шести дангов селения Кушчи, из селений гуштасфийских, с четырьмя границами, обозначенными в подлиннике купчей грамотки - благородному прибежищу высоты мелику Имам-верди-беку, сыну прибежища высоты и величия, почтенного доверием своего времени Аллах-верди-бека Гуштасфи, за определенную сумму, а она шесть туманов тебризскими деньгами [наличными], имеющими хождение, определенной чеканки. Половина этой суммы - три тумана тебризских, что повторено в подлиннике.
И он указанное проданное (мульк) купил за указанную сумму и совершил законную покупку.
Предложение и соглашение между договаривающимися совершилось и состоялось. И после того дня до этих дней пусть владеет вышеупомянутый покупщик указанным купленным [имением], и он будет владеть, как владеют владельцы своими имениями. Он - обладатель права в правах [на это владение], как он захочет и как пожелает».
Из текста видно, что кроме купчей, заключенной в шариатском суде, был еще документ, быть
может, заключавший в себе перечень земель селения Кушчи с их границами. К шариатской купчей он не приложен.
Согласно второй османской переписи 1724-1727 гг. в захваченных землях Азербайджана часть зангезурских земель, Сисъян и Мегри, числилась в Чухурсааде. В состав Карабахского эялета кроме Баргюшада входили махалы (нахия) Хакяри, Кештасф, Чуландар и часть Кештака.
В 1724 году в Кештасфе были селении:
Алифдар
Гаджилар
Шейхахмедлу
Карыкышлак
Кардиван
Малыбей
Бюк
Мазраи-Сос
Шейх Косалу
Представление о магалах  можно получить из «Подробной тетради Гянджа-Гарабагской провинции», составленной османцами 1724 году. Указанные в «Тетрадях» районы Шютюрбасан, Евлах, Гараманлы, Талыш, Гюлюстан, Инджеруд, Барда, Сир, Баяд, Арасбар, Чилаберд, Хачин, Кештек, Кештасф, оймаги Джаваншир, Отузики, Кабирли, Кенгерли, Етемезли, Гарачорлу затем вошли в состав Гарабагского ханства.
В 1736 году пришедший к власти в Персии Надир-шах, из новой династии Афшаридов, с целью ослабить фамилию Зийяд-оглы отделяет от её владений земли пяти армянских меликств Нагорного Карабаха, кочевых племен Мильско-Карабахской степи, а также Зангезур и подчиняет их своему брату Ибрахим-хану, сипахсалару Азербайджана, население же Казаха и Борчалы (владения кочевых племен казахлар и шамсаддинлу) было передано в подчинение эмирам Грузии (царю (валию) Картлии Теймуразу).
В 1744 году Гамза-султан, выходец из племени Карачорлу, был назначен хакимам Кештасфа. 
В 1747 году Кештасф было ликвидировано как политическое образование, а на его месте был образован Карачорлинский магал, включённый в состав Карабахское ханства
XIX веке в Джеванширского магала был оймак Кештазлу (искаженный вариант Кештасфлу).
Правители Кештасфа носили титул султанов.

## Династии
Ниже приведены главные султанские династии Кештасфа и месторасположение их резиденций:
- Султановы (Потомки Ибрагим-султана Пусиян)— Малыбей
- Султановы (Потомки Мухаммедхан-султана Галохчу) — Кушчу (Лачин)
- Султановы (Потомки Гамза-султана Карачорлу)  — Султан-Кенд